# Manos Loïzos
 (mars 2013).
Mános Loḯzos (grec moderne : Μάνος Λοΐζος) est l'un des compositeurs chypriotes grecs les plus importants du XXe siècle. 
Il a composé des morceaux interprétés par Georges Dalaras, Yánnis Kalatzís.
Il a également composé la musique du film Evdokía.

## Biographie
Il est né le 22 octobre 1937 dans une famille d'immigrants à Alexandrie, en Égypte. Ses parents viennent du village d'Agíi Vavatsiniás, dans le district de Larnaca, à Chypre. Loḯzos a déménagé à Athènes à 17 ans. Il avait l'intention de faire des études de pharmacie mais très vite il les abandonna pour se consacrer à sa carrière musicale. Musicien autodidacte, ses premiers enregistrements datent de 1963, mais il n'a vraiment connu le succès qu'après 1967. Après 1975, Loḯzos est devenu l'un des artistes musicaux les plus populaires de Grèce.
Il est mort le 17 septembre 1982 dans un hôpital de Moscou, après plusieurs accidents vasculaires cérébraux. Il était connu pour ses idées de gauche et était un opposant farouche à la dictature des colonels. Il était aussi un membre du Parti communiste de Grèce. 2007 a été déclaré « année de Mános Loḯzos » en Grèce.

## Chansons
- Sur des paroles de Leftéris Papadópoulos
  - 1968 : To Palió Rolói (Το παλιό ρολόι), interprètes : Yánnis Kalatzís, Marinella, Háris Alexíou, Dímitra Galáni, María Farantoúri, Stamátis Kókotas (el)
  - 1969 : 
    - I Gorgóna (Η γοργόνα), interprète : Yánnis Kalatzís
    - Delfíni, delfináki (Δελφίνι δελφινάκι), interprète : Yánnis Kalatzís

  - 1970 :
    - Déka Pallikária (Δέκα παλληκάρια), interprète : Yórgos Daláras
    - Paporáki tou Bournóva (Παποράκι του Μπουρνόβα), interprète : Yánnis Kalatzís

  - 1971 : Paramytháki mou (Παραμυθάκι μου), interprète : Yánnis Kalatzís
  - Tzamáika (Τζαμάικα), interprète : Yánnis Kalatzís